# Банановые острова (песня)
«Бана́новые острова́» — песня в стиле рок-н-ролл композитора Юрия Чернавского, записанная им совместно с группой «Весёлые ребята» для одноимённого магнитоальбома в 1982 году. Альбом был выпущен в 1983 году на аудиокассетах.

## История создания
Юрий Чернавский приступил к записи песни и всего альбома в декабре 1982 года, после прибытия на базу группы «Весёлые ребята», где он начал работать в качестве музыкального продюсера.
Вскоре из группы «Динамик» к нему присоединились его давние партнёры Сергей Рыжов и Юрий Китаев.
С приходом в проект «Банановые острова» продюсера Владимира Матецкого работа оживилась. В подвале начала собираться студия для записи альбома. Вначале руководитель «Весёлых ребят» Павел Слободкин был тоже охвачен идеей создания рок-альбома, но услышав первые наброски, охладел к этой идее, посчитав её слишком экстраординарной.
Далее работа шла на чистом энтузиазме участвовавших в записи музыкантов. После долгих поисков вокалиста все сольные вокальные партии для альбома Чернавский записал сам:
Дотошный аккуратист, Чернавский так и не смог найти подходящего вокалиста («они все поют фальшиво») и вынужден был исполнить все песни собственным странным голосом, который в чистом виде звучит почти как «вокодер».

О вокале разговор особенный. Чернавский — это Мульт. Чистейшей воды! Так до него никто не пел, не говорил, не смеялся, не издевался и не шутил. С его первой, заглавной вещью альбома — «Банановые острова» я могу сравнить разве что бессмертную «Чунга-чангу». И — всё, что характерно!
— Сергей Челяев. «Банановые острова» в эстрадном море СССР. Размышления Любителя
Впоследствии Ю. Чернавский так оценивал идею «Банановых островов» и общую атмосферу тех лет, в которой они создавались:

Это был прорыв в пространство, свободное от каких либо штампов (даже питерских) и конъюнктуры. Ностальгия по недостижимым островам-миражам для жаждущих быть там. Реальное вне реальности.<…>
Изложение было непривычное для минкульта — немного абстракта с намёком на «дурдом» (как и в следующей моей работе «Автоматический комплект»)… Ведь это всегда полезно, когда тебя воспринимают, как «умного идиота»… Это даёт шанс небезнадёжному человеку задуматься — ба, а не дурак ли я?…
— Ю. А. Чернавский, «Архивы Банановых островов». Том I

## Участники записи
- Юрий Чернавский — соло-вокал, полимуг (Polymoog), синтезаторы, саксофон, саунд-инженер (вокал, голоса, соло-инструменты), сведение, мастеринг, группа брейншторминга
- Игорь Гатауллин — соло- и ритм-гитара «Stratocaster»
- Алексей Глызин — ритм-гитара «Gibson», бэкграунд-голос
- Сергей Рыжов — бас-гитара «Music Man», бэкграунд-голос, группа брейншторминга
- Александр Буйнов — клавишные, бэкграунд-голос, группа брейншторминга
- Юрий Китаев — лидер-барабаны, перкуссия, бэкграунд-голос, группа брейншторминга
- Алексей Тамаров — вторые барабаны
- Дима Чернавский — бэкграунд-голос
- Валерий Андреев — саунд-инженер (инструментальная группа)
- Юрий Богданов — мастеринг

## Другие исполнители
- Короткое время песня исполнялась в концертной программе «Весёлых ребят» (вокалист — Сергей Рыжов) в СССР и на Кубе[2][6].
- В начале 2000-х годов композиция исполнялась на концертах и записывалась группой «VR13» в рамках студийной работы над кавер-версией альбома «Банановые острова». 23 мая 2003 года этот музыкальный коллектив выпустил альбом «Здравствуй, мальчик Бананан» в память о Сергее Рыжове (1956—2003)[7][8][9][10].